# Driven by You
«Driven by You» — шестая песня сольного альбома Back To The Light и второй сингл гитариста рок-группы Queen Брайана Мэя. Выпущена в качестве сингла 25 ноября 1991, через день после смерти Фредди Меркьюри.

## О песне
Песня вошла в сборник Greatest Hits III. На стороне «Б» пластинки была выпущена композиция «Just One Life». Песня продемонстрировала значительный успех в Великобритании и Люксембурге, заняв 6-е и 2-е места в чартах соответственно.

## Чарты
| Чарты (1991—1993)                 | Пиковая позиция |
| --------------------------------- | --------------- |
| Австралия (ARIA)                  | 162             |
| Бельгия/Фландрия (Ultratop 50)    | 35              |
| Канада (RPM Top Singles)          | 70              |
| Европа (Eurochart Hot 100)        | 20              |
| Ирландия (IRMA)                   | 14              |
| Люксембург (Radio Luxembourg)     | 2               |
| Нидерланды (Dutch Top 40)         | 10              |
| Нидерланды (Single Top 100)       | 10              |
| Португалия (AFP)                  | 9               |
| Великобритания (UK Singles Chart) | 6               |
| США (Billboard Mainstream Rock)   | 9               |